# Vörös vadgesztenye
A vörös vadgesztenye vagy vörös bokrétafa (Aesculus pavia) a szappanfafélék (Sapindaceae) családjában a vadgesztenye (Aesculus) nemzetség  egyik észak-amerikai faja.
Virágszínét hibridje, a hússzínű vadgesztenye örökölte.

## Származása, élőhelye
Nyirkos, sűrű erdők, bozótosok az USA délkeleti részén.

## Leírása
Terebélyes, de kis termetű, csak kb. 5 m magasra növő fa.
A kéreg sötétszürke, sima. Tenyeresen összetett leveleit öt, rövid nyélen ülő, ovális-lándzsás, 15 cm hosszú levélke alkotja, melyek szegélye szúrósan fogazott, felszíne fényes sötétzöld, ősszel pirosra színeződő.
Nyár elején, gyertyaszerűen felálló bugákban nyílnak húspiros, kb. 4 cm hosszú, négyszirmú virágai. A termés hosszúkás-gömbös, sima felszínű, két fényes barna magvat rejtő tok.

## Képek

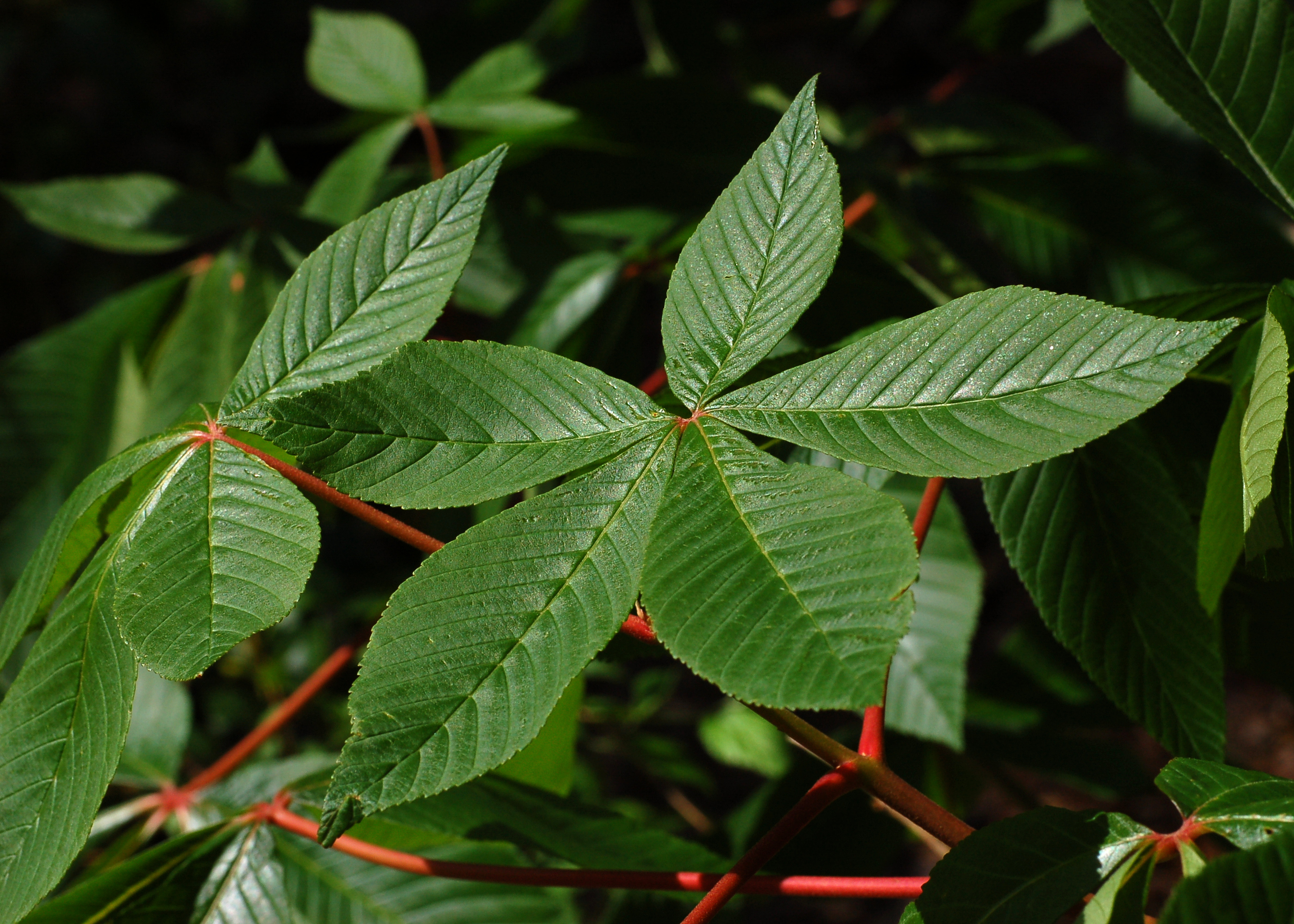
Levelei
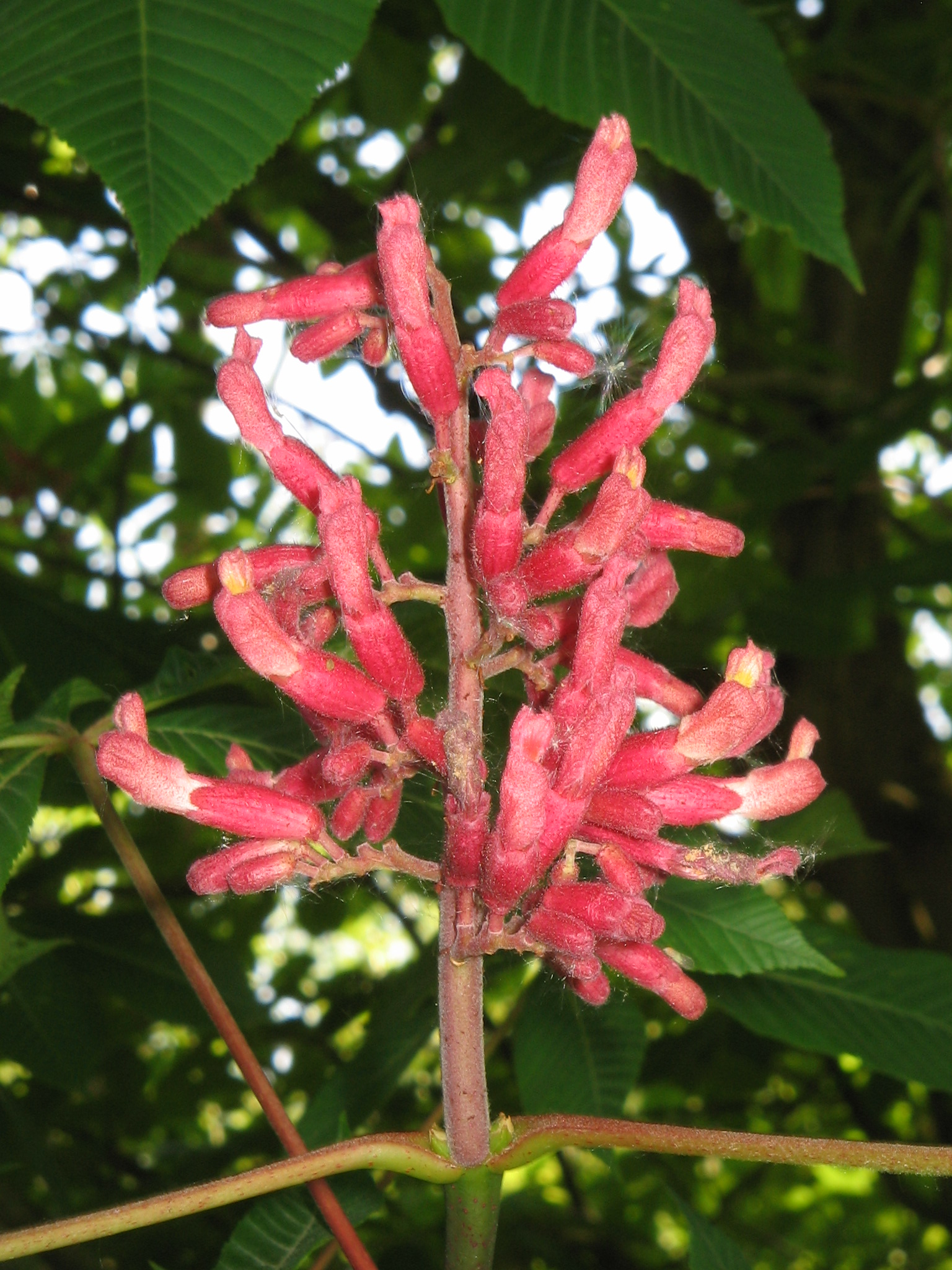
Virágzata
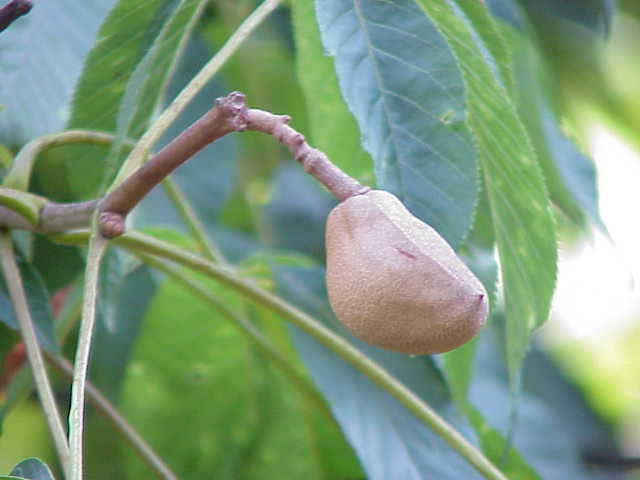
Termése
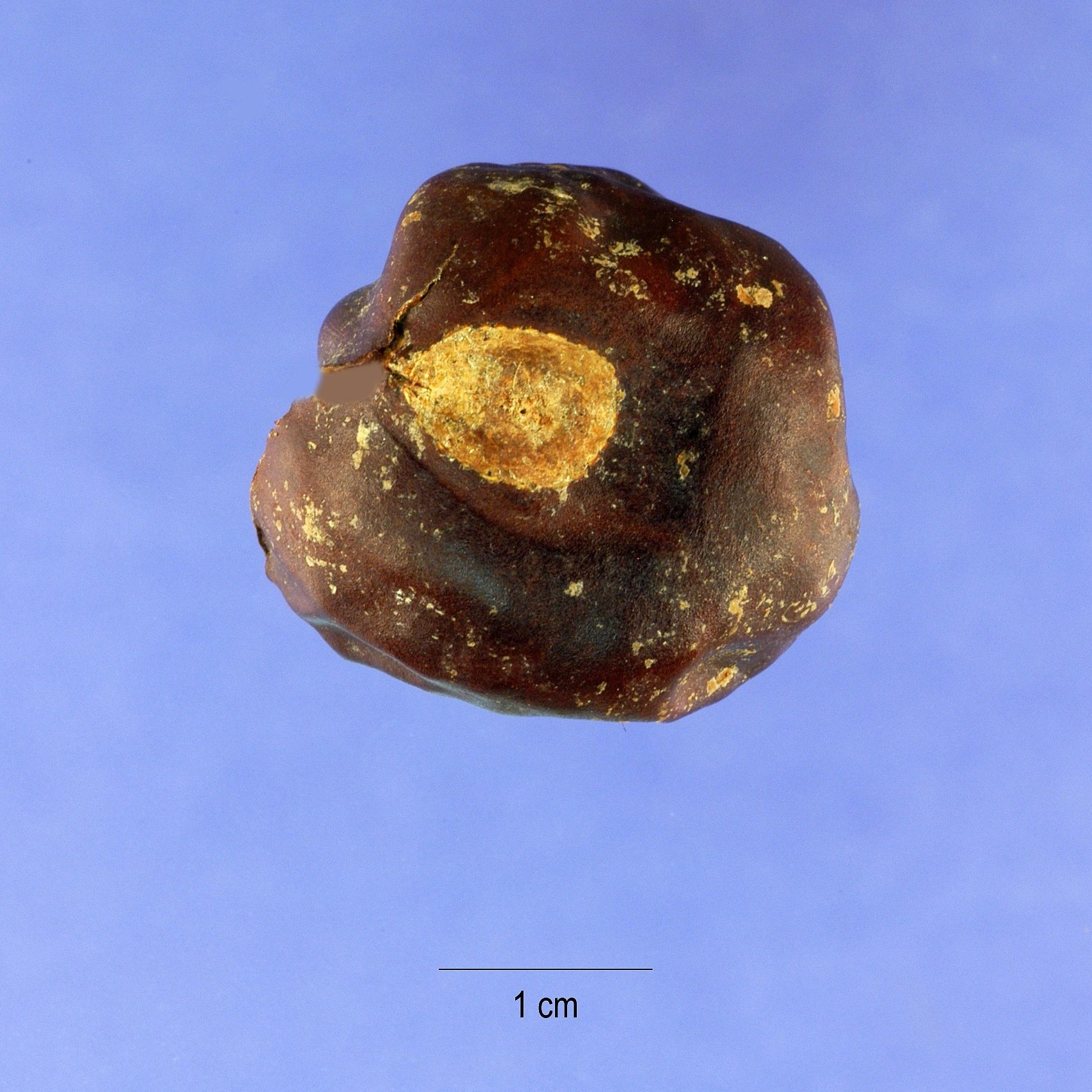
Magja
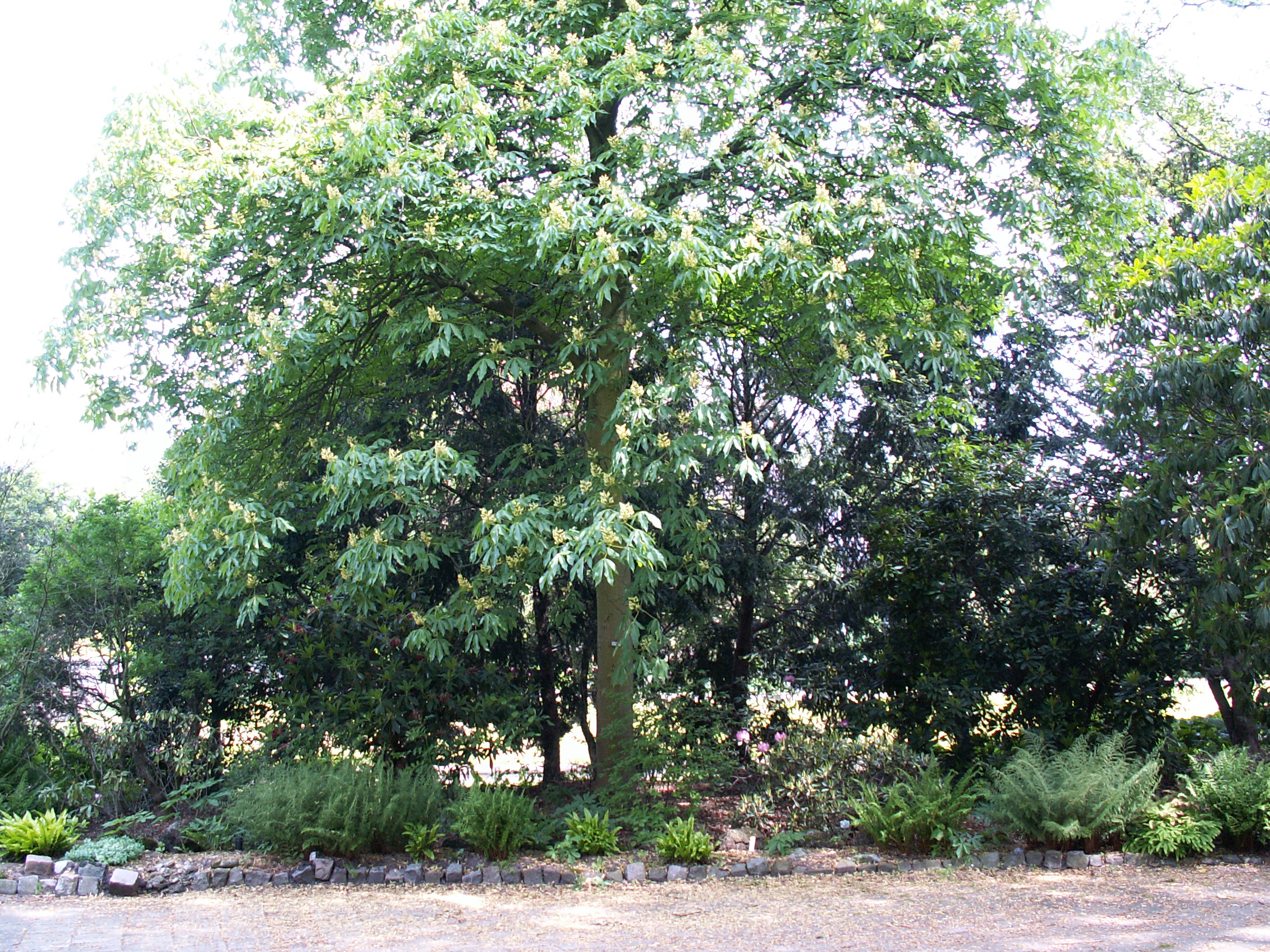
Aesculus pavia var. flavescens